# Efialtes
Efialtes (em grego Ἐφιάλτης, Efiáltes), filho de Sofônides, foi um político grego que liderou com Péricles o movimento democrático em Atenas. Segundo Eliano, ele era extremamente pobre e um filósofo.
Em 462 a.C. Efialtes foi responsável pela reforma do Areópago, controlado pela aristocracia, limitando o seu poder para julgar apenas os casos de homicídio e os crimes religiosos. Esta medida foi impopular entre os aristocratas e levou ao seu assassinato em 461 a.C.